# Step by Step (sång)
Step By Step är en poplåt från 1990 med pojkbandet New Kids on the Block, skriven av Maurice Starr. Singeln hamnade 1:a på den amerikanska Billboardlistan, och är en av bandets största hits.

## Listplaceringar
| Lista (1990)  | Position |
| ------------- | -------- |
| Australien    | 8        |
| Frankrike     | 10       |
| Nederländerna | 13       |
| Norge         | 6        |
| Nya Zeeland   | 3        |
| Schweiz       | 17       |
| Sverige       | 13       |
| Österrike     | 12       |

### Fotnoter
1. ↑  ”Listplacering”. http://australian-charts.com/showitem.asp?interpret=New+Kids+On+The+Block&titel=Step+By+Step&cat=s. Läst 23 maj 2011.
2. ↑  ”Listplacering”. http://lescharts.com/showitem.asp?interpret=New+Kids+On+The+Block&titel=Step+By+Step&cat=s. Läst 23 maj 2011.
3. ↑  ”Listplacering”. http://dutchcharts.nl/showitem.asp?interpret=New+Kids+On+The+Block&titel=Step+By+Step&cat=s. Läst 23 maj 2011.
4. ↑  ”Listplacering”. http://norwegiancharts.com/showitem.asp?interpret=New+Kids+On+The+Block&titel=Step+By+Step&cat=s. Läst 23 maj 2011.
5. ↑  ”Listplacering”. Arkiverad från originalet den 1 juni 2012. https://web.archive.org/web/20120601235657/http://charts.org.nz/showitem.asp?interpret=New+Kids+On+The+Block&titel=Step+By+Step&cat=s. Läst 23 maj 2011.
6. ↑  ”Listplacering”. http://hitparade.ch/showitem.asp?interpret=New+Kids+On+The+Block&titel=Step+By+Step&cat=s. Läst 23 maj 2011.
7. ↑  ”Listplacering”. http://swedishcharts.com/showitem.asp?interpret=New+Kids+On+The+Block&titel=Step+By+Step&cat=s. Läst 23 maj 2011.
8. ↑  ”Listplacering”. http://austriancharts.at/showitem.asp?interpret=New+Kids+On+The+Block&titel=Step+By+Step&cat=s. Läst 23 maj 2011.